# ГЕС Krokstrommen
ГЕС Krokstrommen — гідроелектростанція у центральній частині Швеції. Знаходячись між ГЕС Byarforsen (вище за течією) та ГЕС Långströmmen, входить до складу каскаду на річці Юснан, яка впадає в Ботнічну затоку Балтійського моря біля міста Юсне. Станом на середину 2010-х друга за потужністю у цьому каскаді після ГЕС Långå.
У межах проекту річку перекрили бетонною арковою греблею висотою 45 метрів та довжиною 160 метрів. Вона утримує водосховище Kroksjön з проектним коливанням рівня поверхні в діапазоні лише 0,5 метра, чому відповідає корисний об'єм 3,1 млн м3.
Облаштований у лівобережному масиві машинний зал розміщено на глибині в кілька десятків метрів. У 1952 році його обладнали двома турбінами типу Френсіс загальною потужністю 50 МВт, до яких у 1963-му додали одну турбіну типу Каплан значно більшої одиничної потужності 53 МВт. При напорі у 60 метрів це обладнання забезпечує виробництво 523 млн кВт-год електроенергії на рік.
Відпрацьована вода повертається в Юснан через відвідний тунель довжиною 2,3 км із перетином 90 м2.